# Tovačov
Tovačov (deutsch Tobitschau, auch Tobischau) ist eine Stadt im Okres Přerov in Tschechien. Sie gehört zur Region Olomoucký kraj.

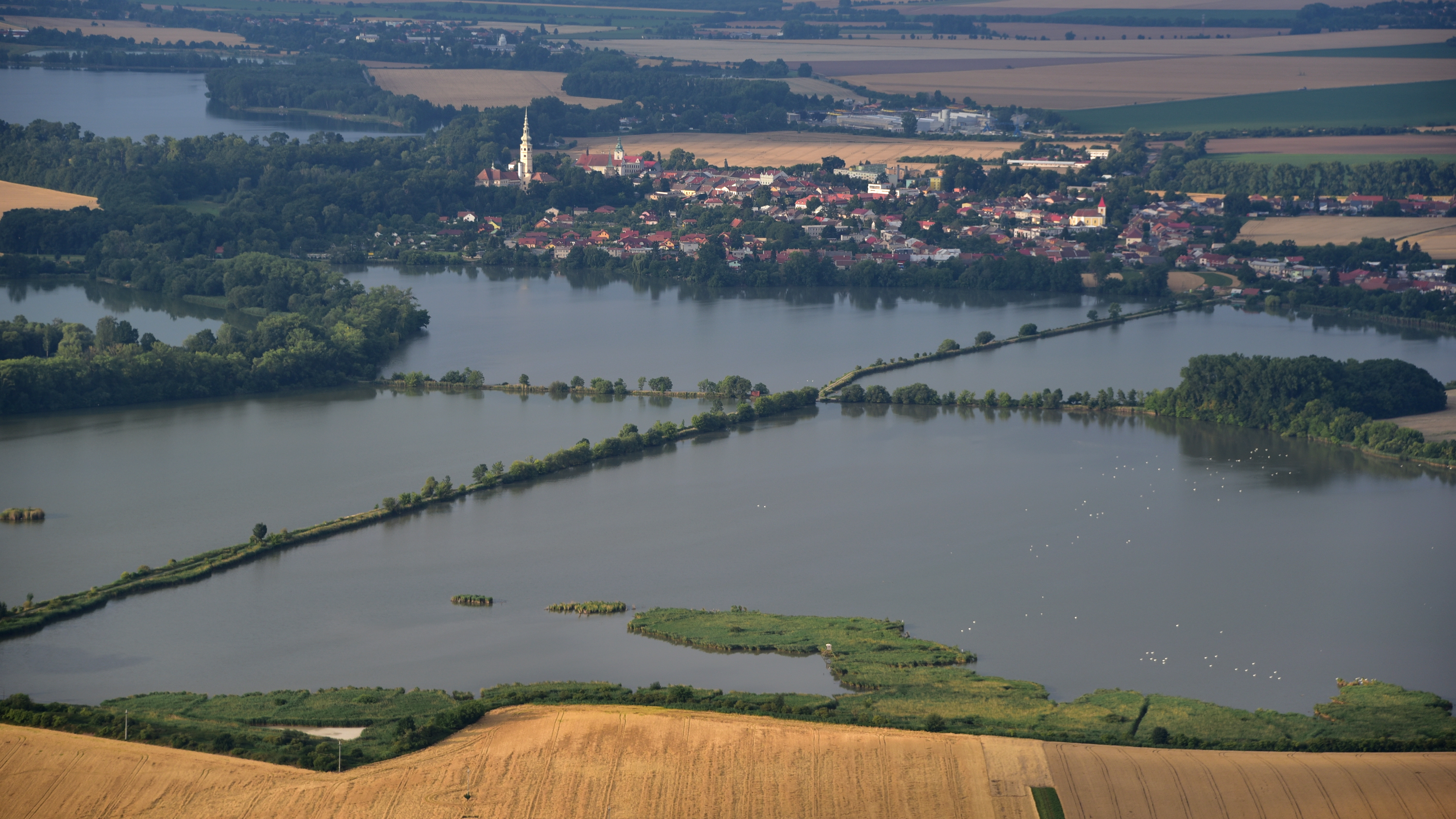
Tovačov, Luftaufnahme (2018)

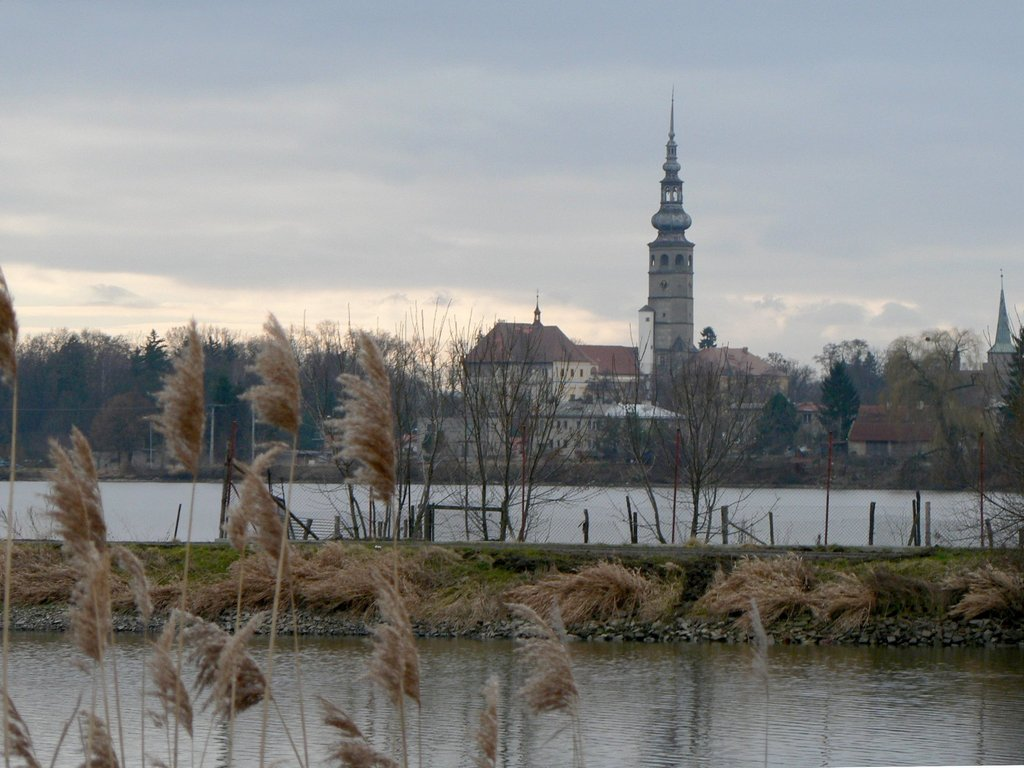
Schloss Tovačov

## Lage
Tovačov befindet sich zwischen Olomouc, Přerov und Prostějov in der Hanna. Das Städtchen liegt westlich von Přerov am Bach Splavská im Mündungsbereich der Blata in die March. Östlich von Tovačov fließt auch die Bečva der March zu. Tovačov ist Endpunkt der Eisenbahnstrecke Kroměříž – Tovačov, auf der in dem Abschnitt Kojetín – Tovačov der Personenverkehr eingestellt wurde.
Im Südosten liegt das Baggerseegebiet der Tovačovská jezera, das aus den vier Seen Troubecké jezero, jezero sever, Annínské jezero und Skašovské jezero jih besteht.

## Geschichte
Die erste Besiedlung der Gegend erfolgte bereits vor unserer Zeitrechnung. Tobitschau wurde 1203 erstmals schriftlich erwähnt. Die St.-Georgs-Kirche ist für das Jahr 1297 nachgewiesen. Als Gründer gilt der böhmische König Wenzel II.
In den Folgejahren wechselten sich mehrere Besitzer ab, darunter waren von 1327 bis 1502 die Herren von Cimburg, die sich ab 1359 als „Tobitschau von Cimburg“ (Tovačovský z Cimburka) bezeichneten und im selben Jahr Tovačov zu einer Stadt nach Magdeburger Recht erhoben. Johann Tovačovský von Cimburg baute die Stadt zu einer hussitischen Festung aus und bekleidete 1437–1460 das Amt des mährischen Landeshauptmanns. 1454 siedelte er die aus Olmütz vertriebenen Juden an. Nach seinem Tod 1464 folgte ihm sein Sohn Ctibor Tobischau von Cimburg, unter dem sich Tobitschau zu einem Zentrum des mährischen Geisteslebens entwickelte. Er gewährte auf seinen Besitzungen den verfolgten Böhmischen Brüdern Schutz und verlieh 1473 Tobitschau die Marktrechte, später ein eigenes Wappen. Nach einem Feuer, das 1470 große Teile der Stadt zerstört hatte, baute er die Stadt wieder auf. 1492 baute er die gotische Wasserburg zu einem Renaissance-Schloss um.
Einen wirtschaftlichen Aufschwung erlebte Tobitschau unter der Herrschaft der Pernsteiner (1503 bis 1597). Wilhelm II. von Pernstein, der 1503 für 24.000 Schock Groschen die Burg Alt Tobitschau mit der Neustadt Tobitschau und der Vorstadt Czip, den Flecken Klenowitz und Kralitz sowie den Dörfern Czeltschitz, Czihowitz, Eywan, Herdiborzitz, Klopotowitz, Oploczan, Rakodau, Troubek, Wierowan und Wiklek (Viklice) einschließlich eines Teiles von Piwein erblich erworben hatte, ließ die unter der Herrschaft der Cimburger betriebene Teichwirtschaft weiter ausbauen. 1513 kaufte er noch das Dorf Czertoreg hinzu. Im Jahre 1521 erbte sein Sohn Johann die Herrschaft und kaufte Majetín hinzu. Dessen Sohn Vratislav, der 1548 das Erbe angetreten hatte, überließ die Herrschaft 1567 seinem Schwager Juan Manrique de Lara und schenkte die auf dem Schloss befindliche Büchersammlung des Hauses Pernstein der neu errichteten Olmützer Jesuitenschule. Durch Ehe von Juans Tochter Maria mit ihrem Cousin Johann von Pernstein gelangte die Herrschaft 1591 an das Haus Pernstein zurück. Johann von Pernstein verschuldete sich während des Langen Türkenkrieges und musste Tobitschau an den Grafen Zierotin verpfänden. Dieser verkaufte, nachdem Johann von Pernstein 1597 vor Raab gefallen war, die Herrschaft an Stephan Illesházy. Während des Dreißigjährigen Krieges wurde die Stadt 1619 von den Aufständischen der Stände schwer zerstört. Während der Herrschaft der Grafen Salm – Neuburg (1600 bis 1715) wurde die Verwaltung deutsch.
Von 1715 bis 1736 gehörte Tobitschau den Herren von Peterswald (z Petřvaldu), die die Stadttore und die Befestigungen erneuerten. Da sie außerhalb der Stadt residierten, ließen sie die Stadt von Verwaltern bewirtschaften, die jedoch kein großes Interesse an der weiteren Entwicklung der Stadt hatten.
Einen neuerlichen Aufschwung erlebte die Herrschaft Tobitschau unter den Freiherren von Kuenburg (1763–1887). 1766 beendeten diese die Renovierung des Schlosses, das sie um einen Flügel erweiterten. Die Stadtbefestigungen und Tore wurden abgerissen und durch Gärten ersetzt.
Am 15. Juli 1866 wurde in der Umgebung eines der letzten Gefechte des Preußisch-Österreichischen Krieges ausgetragen. 1887 erwarb Ritter David von Gutmann das Anwesen, der 1887 bis 1902 erneut das Schloss restaurieren ließ und 1890 eine Zuckerfabrik gründete. Von 1941 bis 1945 diente das enteignete Anwesen den Nationalsozialisten als Germanisationszentrum für die Hanna. Bei Kriegsende 1945, einige Stunden vor der Unterzeichnung der Kapitulation der Deutschen, endete in der Nähe eine Panzerschlacht mit der amerikanischen Armee, die vom 1. bis 8. Mai 1945 tobte.

## Ortsgliederung
Die Stadt Tovačov gliedert sich in die Ortsteile Tovačov I – Město (Tobitschau) und Tovačov II – Annín (Annadorf). Zu Tovačov gehört die Einschicht Viklice (Wiklitz).

## Sehenswürdigkeiten

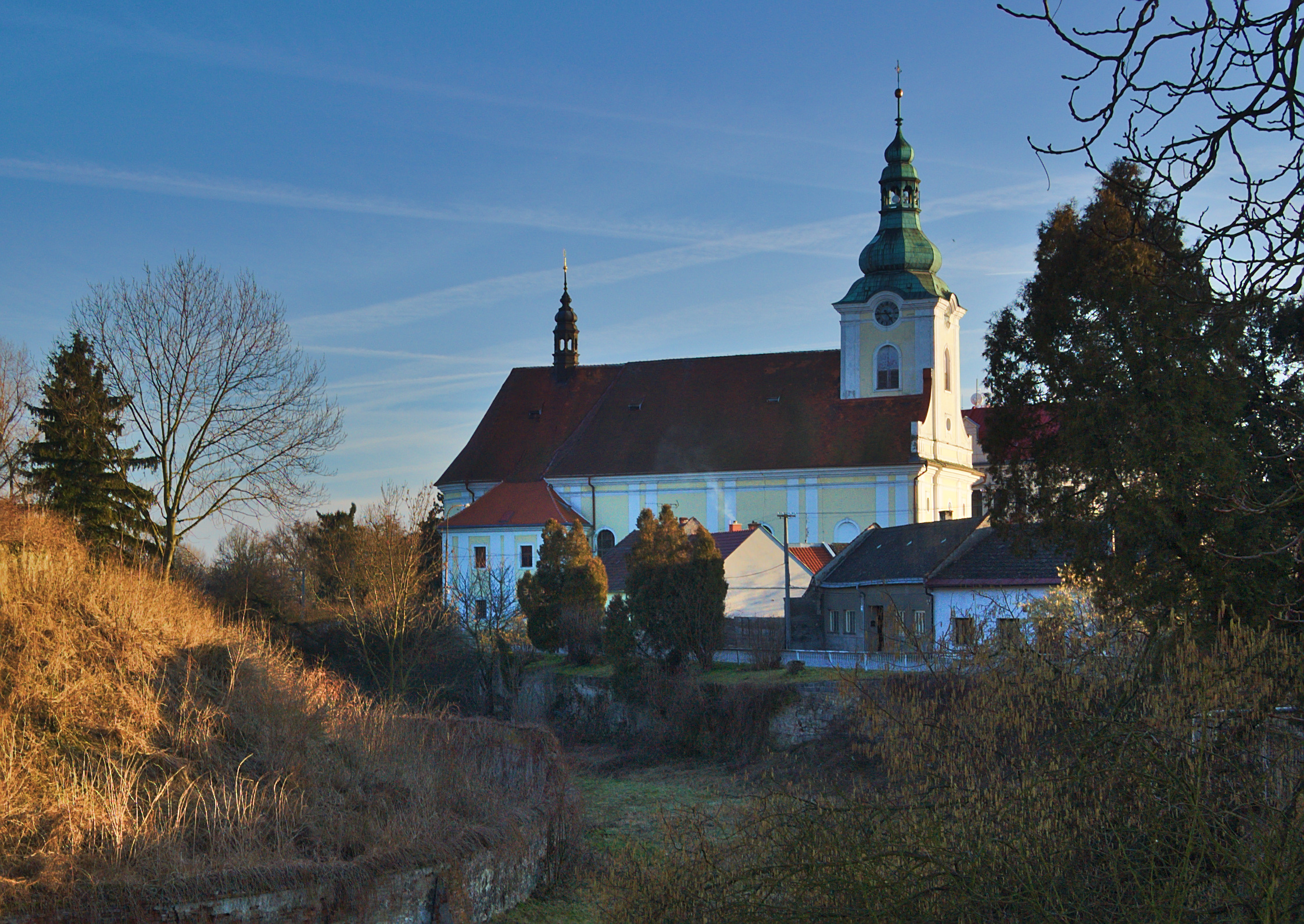
Wenzelskirche

- Die ursprünglich gotische St.-Wenzels-Kirche wurde 1786 barockisiert. In ihr befindet sich die sogenannte „Madonna von Tobitschau“ aus dem Jahr 1382, die dem Weichen Stil zugerechnet wird.
- Schloss Tovačov
- Rathaus, erbaut 1892
- Jüdisches Museum
- Jüdischer Friedhof

## Persönlichkeiten
- Sidonie Grünwald-Zerkowitz (1852–1907), österreichische Schriftstellerin, Dichterin, Übersetzerin und Modeschöpferin
- Hugo Kauder (1888–1972), österreichisch-amerikanischer Komponist und Violinist
- Klement Slavický (1910–1999), tschechischer Komponist